# ISO/IEC 14443
ISO/IEC 14443(Identification cards -- Contactless integrated circuit cards -- Proximity cards)는 식별에 사용되는 프록시미티 카드, 그리고 해당 카드와 통신하기 위한 전송 프로토콜을 정의하는 국제 표준이다.

## 표준

### 파트
- ISO/IEC 14443-1:2018 Part 1: Physical characteristics[1]
- ISO/IEC 14443-2:2016 Part 2: Radio frequency power and signal interface[2]
- ISO/IEC 14443-3:2018 Part 3: Initialization and anticollision[3]
- ISO/IEC 14443-4:2018 Part 4: Transmission protocol[4]

### 타입
1. 데이터 블록 체이닝
2. 대기 시간 확장
3. 다중 활성화

ISO/IEC 14443은 컴포넌트에 대해 다음 용어를 사용한다:
- PCD: proximity coupling device (카드 리더)
- PICC: proximity integrated circuit card

## 저명한 구현체
- MIFARE 카드
- 생체인증 여권
- EMV 지불 카드(페이패스, 비자 페이웨이브, 익스프레스페이
- 근거리 무선 통신
- CIPURSE

## 같이 보기
- FeliCa